# West Alexandria
West Alexandria es una villa ubicada en el condado de Preble en el estado estadounidense de Ohio. En el Censo de 2010 tenía una población de 1340 habitantes y una densidad poblacional de 767,62 personas por km².

## Geografía
West Alexandria se encuentra ubicada en las coordenadas 39°44′40″N 84°32′4″O / 39.74444, -84.53444. Según la Oficina del Censo de los Estados Unidos, West Alexandria tiene una superficie total de 1.75 km², de la cual 1.75 km² corresponden a tierra firme y (0%) 0 km² es agua.

## Demografía
Según el censo de 2010, había 1340 personas residiendo en West Alexandria. La densidad de población era de 767,62 hab./km². De los 1340 habitantes, West Alexandria estaba compuesto por el 96.42% blancos, el 0.97% eran afroamericanos, el 0.07% eran amerindios, el 0.6% eran asiáticos, el 0% eran isleños del Pacífico, el 0.15% eran de otras razas y el 1.79% pertenecían a dos o más razas. Del total de la población el 1.42% eran hispanos o latinos de cualquier raza.